# Bank of America Plaza (Atlanta)
Bank Of America Plaza è un grattacielo di Atlanta, negli Stati Uniti. 
Di stile post - moderno, è stato progettato dagli architetti Kevin Roche Dinkeloo & Assocites LLC e costruito nel tempo record di 14 mesi.